# Токарчик, Зофья
Зофя Токарчик-Клотковская (пол. Zofia Tokarczyk (-Kłotkowski); род. 17 апреля 1963 года, Польша) — польская конькобежка, участница зимних Олимпийских игр 1984 и 1988 годов, 9-кратная чемпионка Польши и 13-кратная призёр национального чемпионата Польши. Выступала за "SMS Zakopane" (Закопане).

## Биография
Зофя Токарчик родилась в городе Новы-Сонч. Она была четвёртым ребенком в семье и после смерти матери воспитывалась в закопанском детском доме, где заинтересовалась спортом в начальной школе № 3. Там проходила соревновательную специализированную подготовку к катанию на коньках и лыжах. Её спортивный талант был замечен учительницей физкультуры Гражиной Охник, а первым тренером была Эва Моржицкая. Затем на протяжении всей карьеры её тренировал многократный чемпион и рекордсмен Станислав Клотковский. Токарчик окончила школу спортивного мастерства в Закопане.
Профессионально стала заниматься конькобежным спортом на базе клуба "SMS Zakopane". С 1977 года выступала на молодёжном чемпионате Польши, а с 1979 года на юниорском и взрослом уровне. С 1980 по 1983 год Токарчик становилась чемпионкой страны в многоборье среди юниоров. В 1981-м дебютировала на чемпионате мира среди юниоров. В 1982 году выиграла серебро чемпионата Польши в многоборье, уступив только Эрвине Рысь, с которой на протяжении всей своей карьеры ей приходилось соперничать. Она так и не стала чемпионом Польши в многоборье и не установила национальный рекорд, поэтому её назвали "королевой без короны".
В 1982 году дебютировала на спринтерском чемпионате мира и на чемпионате мира в классическом многоборье, заняв соответственно 21-е и 29-е места. Через год Зофя выиграла чемпионат Польши в спринте и стала 20-й на чемпионате мира в спринте. В 1984 году она дебютировала на зимних Олимпийских играх в Сараево и заняла 14-е места в забегах на 500 и 1000 метров. В 1985 году участвовала впервые на чемпионате Европы в многоборье, где финишировала 19-й. В сезоне 1985/86 Токарчик дебютировала на Кубке мира.
На спринтерских чемпионатах мира она занимала в 1986 году - 14-место, в 1988 - 7-е и в 1989 - 11-е. На чемпионате мира в классическом многоборье в 1986-м заняла 20-е место,  в 1989-м - 18-е, в  в 1990-м стала 19-й. На чемпионате Европы в 1992 году она заняла 17-е место. На зимних Олимпийских играх в Калгари в 1988 году года Токарчик заняла 13-е место в забеге на 1000 м, 17-е на 1500 м и 18-е на 500 м. В 1989 году выиграла чемпионат Польши в спринте и на 500 м и уехала в США вместе со своим тренером Клотковским, где провела два сезона и даже участвовала в чемпионате США. В сезоне 1991/92 вернулась в Европу, стала чемпионкой Польши в спринте и на спринтерских дистанциях отдельно. В том же году завершила карьеру. С 1992 года проживает в США, замужем за своим тренером Станиславом Клотковским, работала в аэропорту в Солт-Лейк-Сити.